# Pudełko rozdaniowe

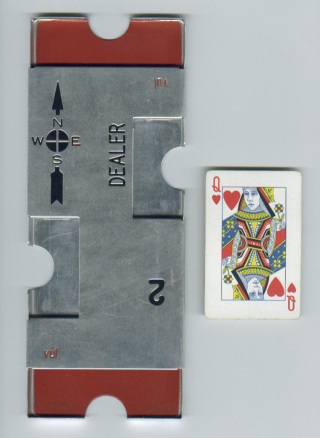
Pudełko rozdaniowe. Rozdanie numer 2. NS po partii. Rozdawał E.

Pudełko rozdaniowe przeznaczone jest do przenoszenia zestawu kart do stolika brydżowego.
Każde pudełko rozdaniowe posiada identyfikację pozwalającą na określenie:
- numeru rozdania;
- nazw kieszeni (N, S, W, E) w których są karty dla poszczególnych zawodników;
- które strony są przed lub po partii;
- kto jest rozdającym w rozdaniu.

## Zestaw pudełek
Zestaw pudełek składa się z 16 pudełek. W każdym zestawie występują wszystkie kombinacje rozdającego (4 możliwości), NS przed lub po partii (2 możliwości) oraz WE przed lub po partii (2 możliwości).
Podstawowy zestaw ma numery 1..16.
| 1 | N | –    | 5 | N | N-S  | 9  | N | E-W  | 13 | N | Obie |
| 2 | E | N-S  | 6 | E | E-W  | 10 | E | Obie | 14 | E | –    |
| 3 | S | E-W  | 7 | S | Obie | 11 | S | –    | 15 | S | N-S  |
| 4 | W | Obie | 8 | W | –    | 12 | W | N-S  | 16 | W | E-W  |

Ten sam schemat powtarza się dla zestawów 17..32 oraz następnych.

## Kieszenie
Karty w pudełku rozdaniowym są przechowywane w 4 kieszeniach po 13 kart. Karty przechowywane są koszulkami do góry.
Przed pierwszym rozdaniem karty mogą być:
- rozdawane i grane. Dopiero później trafiają do pudełek;
- rozdawane komputerowo;
- określone przez organizację zarządzającą zawodami.